# Acidosasa guangxiensis
Acidosasa guangxiensis là một loài thực vật có hoa trong họ Hòa thảo. Loài này được Q.H.Dai & C.F.Huang mô tả khoa học đầu tiên năm 1986.